# Jesse Pinkman
Jesse Bruce Pinkman es un personaje ficticio creado por Vince Gilligan e interpretado por Aaron Paul en la serie de Breaking Bad. Jesse es un traficante de metanfetaminas exalumno del protagonista de la serie, Walter White, quien se convierte en su socio, ayudándolo a ganar dinero para dejarlo a su familia antes que muera por su cáncer de pulmón.
Jesse es el único personaje además de Walt que aparece en todos los episodios del programa. Paul repitió el papel para la película derivada de 2019 El Camino: A Breaking Bad Movie, una secuela de la serie ambientada después de su final, y nuevamente en 2022 para la sexta y última temporada de la serie precuela Better Call Saul, siendo uno de los pocos personajes que aparecen tanto en los programas como en la película.
A pesar de los planes para matar al personaje al final de la primera temporada, la actuación de Paul convenció al productor ejecutivo y escritor principal Vince Gilligan de mantener a Jesse en el programa. El personaje y la actuación de Paul han recibido elogios de la crítica y los fanes. Los críticos elogiaron especialmente el desarrollo del personaje de Jesse de un traficante de drogas antipático a la brújula moral del programa a medida que se vuelve cada vez más culpable y arrepentido por sus acciones y las de Walter White mientras estaba involucrado en el tráfico de drogas. Por su interpretación, Paul ganó el Premio Primetime Emmy como Mejor Actor de Reparto en una Serie Dramática en 2010, 2012 y 2014, convirtiéndolo en el primer actor en ganar la categoría tres veces desde su separación en drama y comedia.

## Biografía del personaje

### Antecedentes
Jesse Pinkman nació en septiembre de 1984, en una familia de clase media alta en Albuquerque, Nuevo México. Debido a su drogadicción, Jesse tiene una mala relación con sus padres, quienes terminarán echándolo de casa. Por esto se muda con su tía Ginny, a quien cuida hasta su muerte debido al cáncer. Después de esto se le permitió quedarse en la casa (cuya propiedad, más tarde, pasó a los padres de Jesse), lo que le provoca una confrontación con su padre, al obligarlo este a abandonar la vivienda.
Pinkman era un mal estudiante en la escuela secundaria, en gran parte debido a su falta de atención y apatía. Walter White (Bryan Cranston), a quien Jesse casi siempre llama "señor White", fue su profesor de química. Walt le confiesa más tarde a Jesse que "nunca esperó mucho" de él, aunque su madre (Tess Harper) recordará un día que ese profesor de química "debió haber visto un cierto potencial en Jesse y que trató de motivarlo, porque fue uno de los pocos maestros que a Jesse le importaba". Pinkman más tarde cumple esa expectativa, debido a la producción de metanfetaminas, que Walt a regañadientes admite es tan buena como lo que él mismo produce, e incluso superior a la que fue producida por Gale Boetticher (David Costabile), con un grado avanzado en química. En "Say My Name", Walter se refiere a sí mismo y a Jesse Pinkman como "los dos mejores cocineros de metanfetamina en toda Norteamérica".
En su primera aparición cronológica, que tuvo lugar en 2004 durante el episodio "Waterworks" de Better Call Saul, Jesse está afuera de la oficina de Saul Goodman cuando Kim Wexler (Rhea Seehorn) emerge después de haber firmado sus papeles de divorcio con Saul. Tomando un cigarrillo de Kim, Jesse la reconoce como la defensora pública que había sacado de problemas a su amigo Combo cuando era menor de edad por robar el Niño Jesús de una exhibición de la Natividad. Jesse pregunta si Saul es bueno, ya que visitó su oficina con Emilio Koyama (John Koyama), quien se enfrenta a una pena de cárcel grave y decidió que Saul fuera su abogado basándose en un anuncio de televisión. Kim le dice a Jesse que "cuando lo conocí, lo era", antes de irse.

### Primera temporada
Cuando Walt acompaña a su cuñado, Hank Schrader (Dean Norris), durante una redada antidrogas de la DEA, ve a Jesse huyendo de la escena, con lo que de vuelta a la oficina termina concluyendo que Jesse es "el cocinero", un productor de metanfetamina al que Hank está investigando. Walt utiliza los registros de los estudiantes de la escuela secundaria para localizar a Jesse. Una vez que lo encuentra, habla con él utilizando el chantaje de que su cuñado es agente de la DEA, ya que quiere que le deje entrar en la producción y el comercio ilegal de drogas porque Walt ha pensado que quiere usar sus conocimientos en química para fabricar metanfetamina y dejarles así a su familia una herencia económica para cuando él muera. Walt utilizará sus conocimientos en química para cocinar una potente y pura metanfetamina que Jesse distribuirá y le da US$7.000 para comprar una autocaravana que utilizarán como un laboratorio de metanfetamina móvil. En la temporada 3 se explica que Jesse perdió la mayor parte del dinero mientras estaba de fiesta en un club nocturno, pero que uno de sus amigos, Christian "Combo" Ortega (Rodney Rush), terminaría vendiéndole la caravana de su familia por US$1.400.
Jesse está impresionado con la calidad del producto de Walt y se acerca a Domingo "Krazy- 8" Molina (Maximino Arciniega), un distribuidor de metanfetamina de Albuquerque, para intentar hacer negocios con él. Jesse no lo sabe y se piensa que solo es un distribuidor más pero Krazy -8 es un informante de la DEA. Cuando Krazy -8 viaja al desierto para conocer al dúo, su compañero Emilio Koyama (John Koyama), reconoce a Walt de la anterior redada de la DEA e intentan matar a Walt. Este les ofrece a cambio de su vida la fórmula de la metanfetamina, pero en vez de producir la metanfetamina, produce gas fosfina que mata a Emilio e incapacita a Krazy- 8. Al llegar a casa de Jesse, Walt le pide que compre un recipiente de plástico en el que disolver el cuerpo de Emilio con ácido fluorhídrico. Jesse, desconociendo que el ácido fluorhídrico es un potente corrosivo, disuelve directamente el cuerpo en una bañera del segundo piso, con lo que el ácido, que reacciona con todo menos con el plástico, disuelve la bañera y abre un agujero en el suelo del baño, que deja los restos de Emilio esparcidos por todo el piso de abajo. Después de limpiar la escena y de la eliminación de los restos de Emilio, se ven obligados a vender su producto ellos mismos. Más tarde Walt elimina a Krazy -8.
Walt y Jesse trasladan su laboratorio de la caravana al sótano de Jesse. Su producto rápidamente adquiere fama entre los bajos fondos de Albuquerque, tanto que se convierte en el foco de una nueva investigación realizada por Hank (el cuñado de Walt). Pero insatisfecho con la minúscula cantidad de dinero que Jesse está recogiendo, Walt le convence para encontrar un distribuidor de alta gama para su droga. Skinny Pete (Charles Baker), uno de los amigos de Jesse, le propone hacer trato con Tuco Salamanca (Raymond Cruz), un poderoso capo mexicano de la droga que opera en Albuquerque. Sin embargo, en su primera reunión Tuco, que es un personaje paranoico, violento e inestable, no confía en lo que Walt y Jesse le proponen y le pega una paliza tal a Jesse que lo manda al hospital. Walt, mientras Jesse está ingresado, se acerca en persona al cuartel de Tuco, ante quien se presenta utilizando por primera vez el sobrenombre de Heisenberg. Walt ofrece a Tuco una bolsa de metanfetamina que, en realidad, es un compuesto explosivo con el cual hace saltar por los aires una buena parte del local. Posteriormente, impresionado por el valor de Walt y por la calidad de su producto, Tuco acepta participar en el negocio. Walt y Jesse expanden sus operaciones robando un gran contenedor de metilamina, uno de los principales compuestos que se necesitan para la elaboración. Esto les permite producir una metanfetamina aún más pura y en grandes cantidades.

### Segunda temporada
La segunda temporada comienza con Walt y Jesse entregando un nuevo lote a Tuco, quien en otro de sus arranques violentos ataca sin sentido a uno de sus secuaces, No Doze, mientras ambos observan atónitos y sin poder ayudarlo. Después la DEA lleva a cabo una redada en su base de operaciones de Albuquerque. Tuco, cada vez más paranoico, cree que Walt y Jesse son confidentes de la DEA. Secuestra a la pareja y los lleva a una remota casa en el desierto donde cuida de su tío enfermo, un antiguo narcotraficante llamado Héctor Salamanca (Mark Margolis), ahora en silla de ruedas y mudo por una apoplejía. Allí, Walt y Jesse pasan retenidos contra su voluntad varios días. Tuco manifiesta su voluntad de llevarlos a un "superlaboratorio" en México para que desde allí cocinen la metanfetamina bajo la supervisión de gente de su clan. Sin embargo los dos escapan después de una pelea con Tuco en la que este último sale con un balazo. Walt y Jesse escapan de la escena y ven llegar a Hank, que ha llegado a la casa buscando a su cuñado, quien lleva desaparecido varios días, siguiendo la pista de Jesse, porque sospecha que encontrando a Jesse puede encontrar a Walt (utilizando el localizador del coche de Jesse). ya que todos creen que Jesse le vende marihuana a Walt para su uso terapéutico. Cuando Hank llega a la casa, Jesse y Walt están escondidos y Hank confronta fatalmente a Tuco, recibiendo un balazo. Walt y Jesse vagan por el desierto antes de volver a la civilización. Por desgracia, el coche y el dinero de Jesse son retenidos por la DEA.
Al darse cuenta de que las autoridades lo van a rastrear, Jesse pide ayuda a su amigo Brandon "Badger " Mayhew (Matt L. Jones) para quitar de en medio el laboratorio. Trasladan el laboratorio de la casa de Jesse a la autocaravana. La autocaravana es posteriormente retirada por la grúa por el primo de Badger, Clovis (Tom Kiesche) y se queda almacenada en un depósito de vehículos. Para retirarla tienen que abonar la multa de US$1000. Para colmo de males Jesse descubre que ha sido desalojado de su casa, ya que sus padres son los dueños legales y han descubierto que se estaba cocinando metanfetamina en el sótano. Incapaz de encontrar a alguien con quien quedarse y con las pocas pertenencias que tiene, se cuela en el estacionamiento de Clovis y se mete en la autocaravana donde termina cayendo rendido y exhausto (" Down"). Ante tal panorama Jesse, quien había decidido que no le merecía la pena seguir cocinando con Walt, por el riesgo que estaba asumiendo después del secuestro en casa de Tuco, finalmente acepta trabajar de nuevo con Walt. Se compra un discreto coche, un Toyota Tercel y encuentra un nuevo apartamento. La propietaria, Jane Margolis (Krysten Ritter), es una chica de 26 años de edad, tatuadora y también, como Jesse descubre más adelante, drogadicta en recuperación. Dado que vive en el apartamento contiguo, entablan amistad y no pasa mucho tiempo antes de que ella y Jesse terminan teniendo una relación sentimental. Jane oculta esta relación de su padre, Donald (John de Lancie), quien es el verdadero dueño de su edificio, ya que sabe que desaprobará esa relación.
Jesse cae en una depresión cuando Combo es asesinado por narcotraficantes rivales. Esa depresión hace al principio que consuma cristal y sin querer provoca que Jane, que estaba rehabilitándose de su adicción, recaiga de nuevo en las drogas, ella empieza a consumir heroína de nuevo junto con él. Jesse cae en un estado de apatía y de dejadez personal y emocional, que le afecta laboralmente y que influye en la relación de Walt con otros traficantes, estando incluso a punto de perder una transacción por valor de $1,2 millones con un potente traficante de metanfetamina llamado Gus Fring (Giancarlo Esposito). Walt toma una drástica decisión y retiene la mitad del dinero de Jesse, de alguna manera obligándolo así a que acepte ir a rehabilitación, cosa que sin embargo hace que ambos terminen enfrascándose en una potente discusión. Cuando Jane se entera decide chantajear a Walt para que le de a Jesse su parte y para que los deje en paz, ya que ambos tienen la intención de utilizar el dinero para escapar a Nueva Zelanda. Walt irrumpe en el apartamento mientras Jesse y Jane están en pleno subidón por haberse inyectado heroína, medio dormidos y totalmente drogados. Accidentalmente Walt provoca que Jane, que estaba dormida de costado, se de la vuelta hasta quedar bocarriba y ella empieza a toser y a vomitar (efecto secundario del subidón de heroína). Al estar bocarriba sus vías respiratorias se colapsan por el vómito y no puede respirar, por lo que empieza a ahogarse. Jane termina muriendo ahogada con su propio vómito mientras duerme, ya que al estar tan colocada ha perdido el reflejo involuntario de despertarse por la tos. Jesse, inconsciente igual, no se entera de que Jane se está ahogando a su lado en ese mismo momento y duerme al lado de ella. Walt observa la escena sin intervenir ni hacer nada por ayudar a Jane (ya que se intuye que piensa que si Jane desaparece podrá seguir influyendo sobre Jesse) abandonando la casa cuando ella finalmente muere. Cuando Jesse despierta, se da cuenta de que su novia ha muerto. Jesse enloquece pensando falsamente que ha dejado morir a su novia. Mike, el guardaespaldas de Gus, llega a la casa antes que la policía y descubre a Jesse llorando desconsolado culpándose a sí mismo por la muerte de Jane. Lo alecciona acerca de lo que tiene que decirles ("me desperté, ya estaba muerta, no sé nada más") y limpia la escena de posibles objetos que lo puedan relacionar con Gus o con Walt, antes de marcharse y deja a Jesse esperando a la policía. La muerte de Jane le hace caer en una espiral autodestructiva en la que el dolor y la culpa lo dejan completamente abatido durante semanas. Walt, más preocupado por perder a su potencial ayudante (aunque interiormente preocupado por el estado de Jesse), lo busca por toda la ciudad hasta terminar dando con él semiinconsciente y drogado en un fumadero de crack, de donde lo saca con la ayuda de Mike para ingresarlo en una clínica de rehabilitación.

### Tercera temporada
Mientras está en rehabilitación, Jesse trata de lidiar con todo el proceso psicológico y psíquico de la muerte de Jane y de sus problemas morales por trabajar en el mundo de la droga y asesorado por un consejero (Jere Burns), comienza a aceptarse a sí mismo por lo que es para poder así asumir la culpa de lo que él cree que le ha ocurrido a Jane. Ahí además se ha enterado de que el padre de ella, un controlador aéreo, por la depresión por la muerte de su hija inconscientemente ha provocado un accidente aéreo en el que dos aviones ha colisionado en el aire en pleno Albuquerque. Walt visita a Jesse, quien le dice que ha seguido el consejo del asesor y se aceptado a sí mismo como el "chico malo" que es, inconsciente de la culpabilidad de Walt. Jesse abandona la rehabilitación limpio y sobrio, pero emocionalmente enfurecido consigo mismo. En ese estado de amargura interior se dispone a resolver asuntos pendientes. En primer lugar, con la ayuda de su abogado Saúl Goodman (Bob Odenkirk), Jesse se propone vengarse de sus padres por haberlo echado de la casa de su tía y sin que sepan que es él quien está detrás, Saul los chantajea con contar de forma pública que esa casa tenía un laboratorio de drogas en el sótano, para que le vendan la casa a un precio bastante inferior.
Mientras, Hank deduce correctamente que la autocaravana de Jesse es el laboratorio de metanfetamina móvil utilizado por Heisenberg y se dispone a confiscarla, aunque sigue sin saber que Walt es Heisenberg, así que cada cosa que le cuenta a su cuñado se la está contando al verdadero Heisenbeg sin saberlo. Cuando Walt se entera de los planes de Hank, Walt y Saul le engañan haciéndole una llamada de emergencia falsa para avisarlo de que su esposa Marie está en el hospital, algo que les da a Walt y a Jesse tiempo para tratar de destruirla en un compactador de chatarra. Al verse engañado, un Hank enfurecido busca a Jesse y le da una paliza, lo que le lleva a sufrir una amonestación por abuso de poder y una suspensión temporal de la DEA. Mientras que Jesse se encuentra hospitalizado, Walt -que había sido contratado por Gus como cocinero- convence a Gus para renovar su asociación. Dado que Gus no quiere dejar de tener la exclusividad sobre la metanfetamina de Walt, acepta las condiciones de ese, que le exige aceptar a Jesse como su ayudante, a pesar de su aversión por Jesse. Jesse y Walt durante meses cocinan grandes cantidades de metanfetamina en un superlaboratorio bajo tierra propiedad de Gus Fring, camuflado bajo una lavandería industrial propiedad de una empresa llamada Madrigal, ganando así ambos mucho dinero.
Jesse empieza una relación sentimental con Andrea Cantillo (Emily Rios), una madre soltera en desintoxicación de la metanfetamina, a quien conoce de sus reuniones de Narcóticos Anónimos. Con el tiempo se descubre que su hermano de once años, Tomás, había sido obligado a matar a su amigo Combo en nombre de dos distribuidores de la competencia. Esa revelación afecta enormemente a Jesse, quien desde lo de Jane no hace más que tener dudas internas, y trama un plan para matar a los que asesinaron a Tomás. Jesse planea utilizar ricina de Walt pero se ve obligado a abortar su plan después de enterarse de que los distribuidores que ordenaron el asesinato de Combo son empleados de Gus. Sin embargo después que Tomás es encontrado asesinado, Jesse toma la determinación de matarlos, esta vez sin dar marcha atrás. Walter salva a Jesse de los dos narcotraficantes en el último momento, matando a uno atropellándolo y disparando fatalmente a otro en la cabeza, evitando así que Jesse tenga que dar después explicaciones a Gus y a la vez cumpliendo los deseos de Jesse de verlos muertos, porque para Walt es más importante su producto y su dinero que los problemas morales de Jesse.
Jesse se esconde por un tiempo, para evitar la ira de Gus y este lo reemplaza con Gale Boetticher, el anterior asistente de Walt en el superlaboratorio. Walter se da cuenta de Gus está planeando poner a Gale de maestro cocinero de la metanfetamina, para librarse de él. Para evitar esto, Walter planea matar de forma preventiva a Gale y que Gus se quede sin cocinero suplente. Jesse, sin éxito, le sugiere a Walt ir a la policía en su lugar. Cuando Walt es acorralado por los hombres de Gus Mike Ehrmantraut (Jonathan Banks) y Víctor (Jeremías Bitsui) en el superlaboratorio, Jesse, alentado por Walt, (que le dice que es la única salida que tienen) se ve obligado a matar a Gale él mismo, enfrentándolo en su apartamento. A pesar de las súplicas de Gale y sus propias reservas, entre lágrimas Jesse le dispara y lo mata.

### Cuarta temporada
Inmediatamente después del asesinato de Gale, Walter y Jesse son llevados de vuelta al superlaboratorio, donde Gus les hace una advertencia, asesinando a Víctor delante de ellos, para que sepan de lo que es capaz de hacer si Walt sigue intentando hacer las cosas por su cuenta. Jesse ignora los temores de Walt acerca de que Gus está planeando matarlos, porque después de haber matado a sangre fría a un hombre (Gale) ya le da igual todo y se sume en un estado catatónico. Como se siente atrapado en esa vida que cada vez quiere menos, quiere dejar de pensar e intenta no escuchar a su yo interior ni hacerle caso a su sensación de culpabilidad, para lo cual monta fiestas rave en su casa con música electrónica y drogas, invitando a cualquiera que pase por la calle. Pero en sus momentos de lucidez piensa en las personas a las que quiere y por ello quiere salvar a Andrea, dándole dinero e instándola a salir de Albuquerque con su hijo, Brock. Jesse se vuelve cada vez más indiferente a lo que sucede a su alrededor y roba metanfetamina del superlaboratorio para alimentar sus fiestas.
Mike informa Gus de los robos de Jesse, pero este en lugar de ordenar su ejecución lo envía con Mike a las colectas del dinero de los traficantes que Mike realiza. Se entiende que Mike ve el fondo bueno del chico y le pide a Gus que le de una oportunidad y que se presta él mismo a ayudarlo. En su primera recogida, Jesse ve a un hombre que se acerca al coche con una escopeta intentando robarles y Jesse inmediatamente lo intenta enfrentar. Se pone de manifiesto que el hombre de la escopeta estaba trabajando para Mike y que todo no era más que una prueba para Jesse, una prueba que Mike dice que ha terminado superando, demostrando su coraje y su lealtad. Walt, sin embargo, que piensa que Mike se llevó a Jesse para eliminarlo, aliviado encuentra Jesse en el laboratorio, pero se sorprende cuando este le dice que ya no cuente más con su ayuda en el superlaboratorio porque va a hacer más trabajos con Mike (con quien Jesse parece haber conectado y quien le hace sentirse valorado). Y es que al contrario, con Walt se siente cada vez más manipulado. Cuando Walt le habla a Jesse de su sospecha de que el incidente en el callejón estaba amañado para que se sienta manipulado por Mike y Gus, Jesse, al contrario de lo que Walt esperaba, reacciona con hostilidad y desdén hacia él, haciéndole ver que no le importa lo que Walt opine y que no va a cambiar de opinión. Eso provoca que Walt de nuevo piense de forma egoísta y se autoconvence de que el cambio de mentalidad de Jesse es otra treta de Gus para minar su confianza, dejarlo sin aliados y tratar de romper su asociación con Jesse, lo que hace que Walt empiece a aumentar sus deseos de venganza hacia Gus y su odio hacia él. Por el contrario, Jesse se siente cada vez más cómodo en su nueva tarea con Mike y durante una misión, que implica la recuperación de una bolsa robada del producto, Jesse muestra cierta astucia inesperada, por conseguir que un adicto a la metanfetamina en lugar de atacarlos se fije en cavar un hoyo en el patio, dejándole la zona libre para poder así desarmar al que les iba a atacar. Se gana así cada vez más el respeto de Gus, quien parece que poco a poco va comprendiendo que Jesse es un buen tipo lejos de la mala influencia de Walt. Esto lleva poco a poco a que Jesse vuelva a recuperar la confianza en sí mismo y a que vaya ganando cierta estabilidad emocional, volviendo a asistir a rehabilitación, lo que hace que vuelva con Andrea y su hijo Brock, a quien empieza a tratar como a un hijo.
Walt sin embargo no ceja en su empeño y cada vez está más obsesionado con eliminar a Gus. Convence a Jesse de matarlo, envenenándolo con un vial de ricina y se vale una vez más del poder que ejerce sobre Jesse para convencerlo de que sea Jesse quien lo haga. Jesse oculta la ricina en un cigarrillo y se dispone a envenenar a Gus en una reunión, pero se abstiene de hacerlo al darse cuenta de que podía envenenar a otros terceros presentes. Es una prueba más de que Jesse piensa cada vez más por sí mismo y está cada vez más cansado de sentirse manipulado por Walt. Tanto es así, que en una de sus reuniones de Narcóticos Anónimos, Jesse se rompe y revela que solo asiste para vender a todo el mundo metanfetamina. Pero Walt sigue ejerciendo influencia sobre Jesse de vez en cuando. Cuando se entera de que Hank está investigando a Gus, presiona de nuevo al chico para que vuelva a intentar matar a Gus, pero cuando ve un mensaje de texto, que implica que Jesse ha estado mintiéndole acerca de no intentar envenenarlo, es Walt quien termina enfurecido por lo que considera una deslealtad de Jesse hacia él. Walt coloca un dispositivo de rastreo en el coche de Jesse y así rastrea sus movimientos, convenciéndose de que Gus y Jesse están asociados contra él y se enfrenta a Jesse por su traición, provocando una pelea entre los dos, que gana Jesse dejando malherido a Walt.
Gus cada vez confía más en Jesse y junto a Mike viajan los tres a México con el fin de que Jesse enseñe la fórmula de Walt a los químicos del cártel. Jesse deja a todos impresionados con su habilidad y Gus aparentemente lo arregla todo para dejar a Jesse allí. Durante una fiesta que dan en casa del capo para celebrar esta nueva asociación, Gus utiliza una botella de tequila previamente envenenada para matar a la plana mayor del cártel, incluyendo a don Eladio (Steven Bauer), con quien tenía una vieja venganza pendiente. Después, Gus ofrece contratar a Jesse como su cocinero a tiempo completo. Jesse, al contrario de Walt, tiene aún algo de sentido común y acepta con la condición de que Gus deje vivir a Walt. Tiempo después la esposa de Walt, Skyler White (Anna Gunn) busca la protección de la DEA y Gus utiliza esta información para retratar a Walt como informante, en un intento de fomentar la brecha entre él y Jesse. Walt va a casa de Jesse para pedirle ayuda con este nueva problema pero Jesse lo echa sin miramientos porque aunque lo ha protegido frente a Gus, no quiere volver a saber nada más de él y está cansado de su manipulación.
Poco después, Brock cae misteriosamente enfermo. Jesse supone que Brock ha sido envenenado con ricina e inmediatamente asume que Walt está detrás del envenenamiento. Tal es su rabia que se presenta en su casa para enfrentarse a él a punta de pistola. Sin embargo Walt convence a Jesse que ha sido Gus quien envenenó a Brock, alegando la insensibilidad para matar niños que previamente había demostrado (Tomás) y aunque con reticencias, temina creyendo a Walt.
Luego Jesse le habla a Saúl sobre las visitas de Gus a la residencia de ancianos donde ahora vive Héctor Salamanca, algo de lo que Walt se termina enterando. Este hecho lo conduce a visitar a Héctor, pero con una intención muy clara: convencerlo de que debe ayudarlo a asesinar a Gus, utilizando los deseos de venganza de Héctor sobre Gus por la muerte de don Eladio en México. Unos días después Gus vuelve a la residencia con intención de decirle que sus familiares y amigos mexicanos han muerto todos, y Héctor activa una bomba instalada en su silla de ruedas, que Walt le ha ayudado a instalar previamente, suicidándose y asesinando a Gus al mismo tiempo. Después de enterarse de la muerte de Gus, Walt corre en busca de Jesse para destruir entre los dos el superlaboratorio de Gus.
Después de que destruyan el superlaboratorio, Jesse casualmente le cuenta a Walt que según los médicos, Brock no fue envenenado por ricina, sino que la ricina los puso sobre la pista de otros posibles venenos, y que descubrieron que Brock había comido unas bayas llamadas Lirios del Valle, una planta ornamental común en los jardines pero muy venenosa si se ingieren sus frutos. Jesse interiormente empieza a atar cabos, y se da cuenta de que Gus no pudo haber envenenado a Brock con esa sustancia, pero Walt, que solo quiere seguir encubriéndose a sí mismo, le asegura que matar a Gus era algo que tenían que hacer. La escena final de la cuarta temporada muestra una maceta de Lirios del Valle en el patio de Walt, lo que sugiere que fue Walt quien había envenenado a Brock para hacerle daño a Jesse en venganza por no haberlo ayudado a matar a Gus.

### Quinta temporada

#### Parte 1
Jesse está molesto por lo que le pasó a Brock y se obsesiona con averiguar qué pasó con la ricina. Jesse le pide a Walt que lo ayude a buscar en la casa de Jesse el cigarrillo que contiene el veneno. Walt planta una réplica del cigarrillo de ricina en la aspiradora de Jesse, que Jesse encuentra. Jesse acepta seguir cocinando metanfetamina con Walt. Poco después, las manipulaciones de Walt sobre los sentimientos de Jesse por Andrea y Brock hacen que rompa con ella para que ambos estén a salvo de los efectos de su participación en la venta de drogas. 
Él y Walt unen fuerzas con Mike para establecer su propia operación de metanfetamina, usando como tapadera a la empresa de fumigación Vamonos Pest. Después de que su proveedora, la ejecutiva de Madrigal Electromotive Lydia Rodarte-Quayle (Laura Fraser), no puede continuar robando precursores de metilamina por barriles, los pone en una forma de robar 1,000 galones de un tren que viaja por Nuevo México. Durante el atraco, su cómplice, el trabajador de Vamonos Pest Todd Alquist (Jesse Plemons), dispara y mata a un niño, identificado como Drew Sharp (Samuel Webb), que fue testigo del crimen. Jesse está horrorizado y decide abandonar el negocio de la metanfetamina. Mike y Jesse quieren salir del negocio y hacer arreglos para que el narcotraficante rival Declan (Louis Ferreira) compre la metilamina por $15 millones. Walt se niega a vender su parte y Declan no la comprará a menos que se quede con todo. En cambio, Walt hace un trato que permite que Jesse y Mike reciban un pago, mientras que Walt continúa cocinando para Declan. Con la esperanza de atraer a Jesse de regreso como su asistente, Walt se niega a pagarle y Jesse se va, diciendo que preferiría renunciar al dinero que continuar en el negocio de las drogas. Cuando Walt decide dejar de cocinar, va a la casa de Jesse y le paga su parte de la compra.

#### Parte 2
Abrumado por la culpa por la muerte de Drew y adivinando correctamente que Mike está muerto, Jesse intenta darle su dinero a Saul con instrucciones de darle la mitad a los padres de Drew y la otra mitad a la nieta de Mike. Cuando Saul se niega porque hacerlo llamará demasiado la atención, Jesse conduce por la ciudad al azar arrojando fajos de dinero en efectivo en las aceras y jardines delanteros. Rápidamente es arrestado e interrogado por el APD, quien luego permite que Hank, quien ahora sabe que Walt es "Heisenberg", el capo de la metanfetamina que ha estado tratando de atrapar, lo interrogue. Jesse no confiesa nada y Saul pronto paga su fianza. Saul, Walt y Jesse se encuentran en el desierto, donde Walt sugiere que Jesse se vaya de la ciudad y comience de nuevo con una nueva identidad. Jesse está de acuerdo, pero justo cuando está a punto de ser recogido por el "desaparecedor" de Saul, se da cuenta de que el guardaespaldas de Saul, Huell Babineaux (Lavell Crawford), tomó su cigarrillo de ricina, lo que significa que Walt fue quien orquestó el envenenamiento de Brock. Jesse regresa a la oficina de Saul y lo golpea hasta que admite que Walt le dijo que robara la ricina. Jesse luego va a la casa de Walt y la rocía con gasolina, Antes de que Jesse pueda encender el fuego, llega Hank y lo convence de que la mejor manera de conseguir a Walt es que trabajen juntos.
Hank permite que Jesse se quede en su casa para poder grabar la confesión de Jesse. Hank planea que Jesse use un cable para registrar a Walt haciendo declaraciones incriminatorias. Jesse va a la reunión, mientras Hank y su compañero Steve Gomez (Steven Michael Quezada) observan en camiones de vigilancia. Jesse nota a un hombre sospechoso cerca de Walt, asumiendo erróneamente que Walt ha contratado a un asesino para matarlo. Camina hacia un teléfono público, llama a Walt y dice que tiene la intención de terminar con el negocio de las drogas de Walt. Jesse luego le dice a Hank que tiene una mejor manera de llegar a Walt: a través del dinero de las drogas. 
Hank interroga a Huell y deduce que Walt enterró su dinero en el desierto. Jesse llama a Walt diciendo que ha encontrado el dinero y amenaza con quemarlo si Walt no se presenta. Walt cae en la trampa y se adentra en el desierto para comprobar el dinero en efectivo, con Hank y Jesse persiguiéndolo. Walt se da cuenta de que Jesse lo ha engañado y llama al tío de Todd, Jack Welker (Michael Bowen), el jefe de una pandilla de motociclistas con vínculos con la Hermandad Aria, con una solicitud para ir al sitio y matar a Jesse. Walt lo cancela cuando ve que Hank y Gomez acompañan a Jesse, y Walt se rinde ante Hank. Walt es arrestado y Jesse le escupe en la cara. Luego, la tripulación de Jack llega a pesar de que se les dijo que no lo hicieran, y se produce un tiroteo en el que mueren Hank y Gomez. Jesse se esconde debajo del auto de Walt, pero Walt revela la ubicación de Jesse. Justo antes de que la pandilla de Jack se lleve a Jesse, Walt le dice con rencor a Jesse que vio morir a Jane. En la sede de Todd, la pandilla tortura a Jesse hasta que revela todo lo que sabe y luego lo encierra en una celda. Todd acompaña a Jesse encadenado a un laboratorio de metanfetamina, donde Jesse nota una fotografía de Andrea y Brock antes de que Todd le diga que debe cocinar metanfetamina para la pandilla. 
Jesse escapa pero es rápidamente recapturado. Como castigo, Todd lleva a Jesse a la casa de Andrea y la mata justo en frente de él. Jack amenaza con matar a Brock si intenta escapar de nuevo. 
Unos meses después, Walt regresa de su escondite en New Hampshire. Después de descubrir que Jesse está vivo, Walt va al complejo de Jack y dice que tiene una nueva fórmula de metanfetamina para vender. Jack tiene la intención de matar a Walt, pero Walt acusa a Jack de asociarse con Jesse para vender metanfetamina. Jack hace que traigan a Jesse para que pueda probar que Jesse se ve obligado a trabajar para él y no es un socio. Walt derriba a Jesse al suelo justo cuando los disparos de una ametralladora que Walt había escondido en su auto estallan en el edificio, matando a toda la pandilla de Jack excepto a Jack y Todd. Jesse estrangula a Todd hasta la muerte usando la cadena de sus grilletes, luego toma la llave del bolsillo de Todd y se libera. Después de matar a tiros a Jack, Walt le entrega a Jesse el arma y le pide a Jesse que lo mate. Al darse cuenta de que Walt ha sido herido de muerte por los disparos, Jesse le dice a Walt que si quiere morir, debería suicidarse. Antes de que Jesse se vaya, Walt responde una llamada de Lydia en el teléfono de Todd y le dice que pronto morirá porque la envenenó con ricina. Walt le da a Jesse un último asentimiento antes de que se vaya en El Camino de Todd, riendo y llorando de alivio.

### El Camino
Después de huir del recinto de la Hermandad en El Camino de Todd, Jesse conduce a la casa de Skinny Pete y Badger, quienes esconden el auto y le dan a Jesse un lugar para dormir. A la mañana siguiente, Jesse llama a Old Joe para deshacerse de El Camino, pero Joe se va después de encontrar su alarma LoJack. Pete y Badger le dan a Jesse el dinero que obtuvieron de Walt y Badger le da a Jesse su Pontiac Fiero. Badger conduce el Ford Thunderbird de Pete varias horas hacia el sur para que parezca que Jesse huyó a México. Pete se queda en casa y espera a la policía, con la intención de encubrir a Jesse alegando que cambió el Thunderbird por El Camino.
Jesse se cuela en el apartamento de Todd y busca el resto del dinero de la droga. Lo encuentra después de varias horas, pero los secuaces de la Hermandad Neil Kandy (Scott MacArthur) y Casey (Scott Sheperd) llegan disfrazados de policía y también buscan el dinero. Neil desarma a Jesse, quien revela que encontró el dinero y se ofrece a dividirlo con él. Cuando se van, Jesse reconoce a Neil como el soldador que construyó la cuerda a la que estaba atado mientras lo obligaban a cocinar metanfetamina para la Hermandad.
Jesse encuentra al "extractor" de Saul, Ed Galbraith (Robert Forster), que quiere 250.000 dólares para ayudar a Jesse a abandonar la ciudad. A Jesse le faltan $1,800 y Ed se niega a ayudar hasta que le paguen por completo. Sabiendo que están siendo vigilados, Jesse llama a sus padres y finge estar dispuesto a rendirse, alejándolos a ellos y a la policía de la casa de Pinkman. Jesse entra sin ser visto y toma dos pistolas de la caja fuerte de su padre.
Jesse conduce a la tienda de Neil. Pide 1.800 dólares, pero Neil se niega. Al ver la pistola en la cintura de Jesse, Neil, drogado con cocaína, lo desafía a un duelo por su parte del dinero. Jesse está de acuerdo y, en el tiroteo que siguió, mata tanto a Neil como a Casey. Jesse recupera el efectivo de Neil y se va después de provocar una explosión para cubrir sus huellas.
Ed le proporciona a Jesse una nueva identidad con el apellido "Driscoll" y lo pasa de contrabando a Haines, Alaska. Jesse le entrega a Ed una carta para Brock y le dice que no hay nadie más de quien quiera despedirse. Mientras Jesse se marcha, tiene un flashback de su tiempo con Jane. Él le dice que admira lo que dijo sobre ir a donde la lleve el universo, pero ella lo descarta como "metafórico" y lo alienta a tomar sus propias decisiones. Jesse sigue conduciendo, sonriendo.

## Producción
En el guion piloto original de Breaking Bad, el nombre de Jesse era Marion Alan Dupree.El creador de la serie, Vince Gilligan, originalmente tenía la intención de que el personaje fuera asesinado al final de la primera temporada de Breaking Bad. Gilligan quería que Jesse muriera en un negocio de drogas fallido, como un dispositivo de la trama para plagar a Walt con la culpa. Sin embargo, Gilligan dijo en el segundo episodio de la temporada que estaba tan impresionado con el personaje de Jesse y la actuación de Aaron Paul que "desde el principio quedó bastante claro que sería un gran y colosal error matar a Jesse".A Gilligan también le gustó la química entre Paul y Bryan Cranston.Se ha dicho que el personaje se convirtió en el "centro moral defectuoso" de Walter White en temporadas posteriores. Paul ha dicho que inicialmente vio al personaje como "en blanco y negro", pero que con el tiempo se hizo evidente que Jesse "tiene un corazón enorme; simplemente se estropeó".
Paul sintió que tenía un "cierre" sobre quién era el personaje cuando hizo el episodio "Cancer Man" en el que se presenta a la familia de Jesse. Paul también notó cómo después de que los padres de Jesse lo repudian, el personaje busca una figura paterna en Walt y Mike. 
Los escritores lucharon con la cuestión de cuánto tiempo sobreviviría la inocencia de Jesse a la influencia de Walt. Gilligan ha dicho que la ingenuidad de Jesse lo convierte en un mejor hombre que Walt.
A Paul le resultó difícil interpretar a Jesse sobrio en la tercera temporada. Paul dice que "realmente me desconcertó. Fue difícil atraparlo. No tenía idea de adónde iban con este personaje. Está tan insensible y aislado de todo". Paul se preparó pasando un tiempo en una clínica de rehabilitación, observando a sus pacientes y entrevistando a su director. 
El estreno de la cuarta temporada, "Box Cutter", mostró a Walt rogándole a Gus que salvara a Jesse, demostrando la relación paternal y la lealtad de Walt hacia Jesse. Walt le dice a Gus que se niega a seguir cocinando si Gus mata a Jesse. Paul sintió que este era "el primer momento en que Jesse se da cuenta de que la lealtad de Walt es para Jesse".
Las escenas de fiesta en la casa de Jesse en "Thirty-Eight Snub" y "Open House" se crearon como una forma de que Jesse lidiara con su culpa y autodesprecio después de asesinar a Gale Boetticher en el final de la tercera temporada, "Full Measure". Gilligan dijo que estas escenas fueron escritas porque quería demostrar que las acciones de los personajes de Breaking Bad tienen consecuencias importantes. Los escritores discutieron cómo reaccionaría Jesse al haber matado a Gale, y eligieron el arco de la historia de la fiesta, en parte, porque sintieron que sería el más inesperado para la audiencia. Bryan Cranston dice de esas escenas: "Pensé que era una excelente manera de mostrar a una persona que atraviesa un infierno privado. Que todos sufren, se enfrentan a su propia pérdida personal de muchas maneras diferentes".
Las escenas de la fiesta continuaron en el siguiente episodio, "Open House", aunque la fiesta fue más oscura y decrépita en este episodio. 
En el mismo episodio, Jesse va solo en un karting. La idea se inspiró en Paul y otros miembros del equipo que participaban en carreras de karts entre los episodios de filmación. La idea de que a Jesse le afeitaran la cabeza en "Bullet Points" también fue de Paul, ya que sintió que era apropiado para la lucha interna de Jesse. 
Gilligan ha dicho que deliberadamente dejó ambiguo el destino final de Jesse al final de "Felina", prefiriendo dejar que el espectador decida qué le sucede.Sin embargo, el 6 de noviembre de 2018, comenzaron los rumores de que se estaba preparando una secuela de Breaking Bad, y el lema decía que la película "sigue la fuga de un hombre secuestrado y su búsqueda de la libertad". Muchos especularon que esto revelaría el destino de Jesse Pinkman inmediatamente después de los eventos del final de Breaking Bad. Esta secuela finalmente se convirtió en El Camino: una película de Breaking Bad, que se centró en Jesse inmediatamente después de su escape del complejo.
Con respecto a la nueva vida de Pinkman después de los eventos de la película en Haines, Alaska, Gilligan especuló que Pinkman "disfrutaría de la cervecería y tal vez conseguiría un trabajo con el fabricante de esquís... la gente muy amable de Alaska lo recibiría en la comunidad".Paul creía que Jesse "va a mantener la nariz limpia. Tiene bastante dinero en efectivo disponible. Y va a vivir un estilo de vida muy modesto. Se mudará a un lugar muy pequeño en Alaska, por lo que No necesito tanto dinero. Él sabe cómo trabajar con sus manos, por lo que solo necesita refrescar esas habilidades y convertirse en el artista que siempre estuvo destinado a ser".
Después de repetir a Jesse Pinkman por última vez en Better Call Saul, Paul dijo que se sentía seguro de que esto marcaría las apariciones finales de Jesse y lo llamó una despedida de su personaje.

## Personalidad
Jesse Pinkman es un chico sin ambiciones, que vive el momento sin preocuparse por el mañana. Esto lo lleva a desarrollar una personalidad perezosa y descuidada y como no tiene ninguna ambición o inquietud, siempre buscará la vía rápida de conseguir dinero sin esfuerzo ni trabajar, por lo que se dedica al menudeo de droga. Su relación con las drogas desde la adolescencia (primero como consumidor y luego como pequeño traficante) le acarrea problemas con sus padres, que terminan dándose por vencidos con él y lo expulsan de la casa, con lo que Jesse arrastrará esa sensación de abandono toda su vida.
Sin embargo tiene una moralidad elevada y le afectan las cosas que le ocurren a sus seres queridos, sobre todo si es culpa suya. Por eso, cuando pasa el tiempo y empieza a reflexionar sobre su relación con Walt y sobre su responsabilidad por pertenecer al mundo de la metanfetamina, comienza a tener dudas morales que le afectan en la medida en la que sus seres queridos sufren las consecuencias de su estilo de vida. Es también capaz de pensar en el futuro, como cuando habla con su hermano pequeño para que no siga sus pasos ni cometa los errores que él ha cometido.
Como Jesse se ha sentido no querido por sus padres cuando Walt lo busca al principio y le dice que lo necesita para su proyecto, Jesse establece con él un vínculo emocional, viéndolo como una figura paterna y por culpa de esa falta de cariño que ha vivido, siempre terminará haciendo lo que sea a favor de Walt. Pero esa fidelidad hacia Walt entrará en conflicto a medida que Walt vaya cambiando su personalidad y se vaya convirtiendo en el monstruo egoísta que termina siendo. Se ve una relación inversa entre los caracteres de Jesse y Walt: mientras más inocente es Walt más malo es Jesse y mientras Walt se va volviendo cada vez más siniestro más honrado se vuelve Jesse.
Su vinculación con el narcotráfico también sufre una evolución a lo largo de la serie: primero es una forma rápida de ganar mucho dinero y su zona de confort porque es a lo que se ha dedicado casi toda su vida. Luego es una oportunidad de hacer algo que se le da bien y lo ve como un trabajo estable. Pero a medida se va adentrando en el submundo del narcotráfico se da cuenta de las implicaciones morales y hace intentos por salir de él, para terminar sufriendo las consecuencias de sus actos, paradójicamente, al verse condenado a cocinar metanfetamina como si fuera un esclavo.

## Recepción

### Respuesta de la crítica
El desarrollo del personaje de Jesse ha recibido elogios universales. Alan Sepinwall notó un cambio gradual de las simpatías de la audiencia de Walt a Jesse, quien había recibido una recepción mixta en la primera temporada. Aaron Paul cree que algunos de los principales episodios de cambio son "Peekaboo" y "ABQ". En su reseña de "Peekaboo", Erik Kain de Forbes escribió que a medida que Walt se vuelve cada vez menos comprensivo, Jesse se vuelve más humano y complejo, como lo demuestra su relación con el hijo abandonado de dos drogadictos.Emma Rosenblum de New York Magazine escribió que Jesse comenzó como un "error absurdo" con un "modo desafiante" y la bravuconería de un aspirante a gánster. Su opinión cambió a partir de "Peekaboo". Gilligan dijo que la decisión de los escritores de escribir ese episodio fue entrar en la mentalidad de Jesse.Emily Nussbaum de The New Yorker señaló que "Gilligan "hace que los personajes de fondo se conviertan en el centro de atención, donde pueden absorber la simpatía que una vez le brindamos a Walt".  Los criticospensaron que "Blood Money" amplió el papel de Jesse como un contraste con Walt y la conciencia moral de la serie. Tim Goodman, de The Hollywood Reporter, también destacó el papel y el desarrollo del carácter de Jesse en contraste con los de Walt. Alyssa Rosenberg de ThinkProgress contrasta a Walt con la creciente conciencia moral de Jesse. 
Seth Amitin de IGN escribió sobre el episodio: aunque Jesse estaba cerca de tocar fondo, todavía no podía admitir o aceptar sus problemas. Amitin llamó a Jesse el "cobarde que todos llevamos dentro en situaciones difíciles". Sin embargo, Amitin simpatizaba con el dolor, la miseria y los sentimientos de falta de sentido de Jesse, en parte debido a la "actuación fantástica" de Paul.En su reseña de "Breakage", Amitin escribió que el episodio "rehumanizó a Jesse". Señaló que aunque Jesse está reconstruyendo su vida, no ha aprendido de sus errores.
La represalia de Aaron Paul por el papel en El Camino: A Breaking Bad Movie también obtuvo críticas positivas. Judy Berman de Time calificó su interpretación de "fascinante", citando la facilidad de Paul para "rehabitar completamente un papel que no había interpretado durante años... dotando a Jesse de la misma mezcla de tontería (menguante) y terror existencial (aumentado) que lo impulsó a través de la final".Liz Shannon Miller elaboró, en su reseña de The Verge, que "el trabajo [de Paul] en El Camino es asombroso, dado el alto factor de dificultad que conlleva tener que interpretar tantas variaciones de este personaje" y siguió diciendo que "lo que hace El Camino tan convincente es la forma en que se relaciona con cómo ha cambiado desde esos primeros días".
En una entrevista con David Whitehouse de The Guardian, Paul comentó sobre la popularidad de su personaje entre los fanáticos de Breaking Bad: "Es una locura [que la gente esté del lado de Jesse]. Al principio, todos, incluyéndome a mí, lo veían simplemente como un drogadicto.... Un niño sin cerebro. Pero a medida que cada episodio fue revelado a todos, mostró todo lo contrario. Es increíble cómo Walt y Jesse están intercambiando posiciones por completo. Walt ya no tiene moral en absoluto, y Jesse, que quiere intentar ser bueno, está aterrorizado de él".

### Premios
En 2010, 2012 y 2014, Aaron Paul ganó el Premio Primetime Emmy como Mejor Actor de Reparto en una Serie Dramática, y fue nominado en 2009 y 2013.Paul ganó por los episodios "Half Measures" (2010), "End Times" (2012), y "Confessions" (2014). 
Además, Paul ganó el Premio Saturn al Mejor Actor de Reparto en Televisión en 2010 y 2012. En 2010, Paul fue nominado para el Premio de la Asociación de Críticos de Televisión por Logro Individual en Drama y el Premio Satellite al Mejor Actor de Reparto en una serie, miniserie o película para televisión para la tercera temporada.
En 2012, Paul fue nominado para el premio Critics' Choice Television al Mejor Actor de Reparto en una Serie Dramática por la cuarta temporada, pero perdió ante su compañero de reparto de Breaking Bad, Giancarlo Esposito.Más tarde, Paul ganaría el premio en 2014, por la segunda mitad de la última temporada del programa.
En 2014, Paul recibió su primera nominación al Globo de Oro como Mejor Actor de Reparto en una Serie, Miniserie o Película para Televisión por la última temporada, perdiendo ante Jon Voight por la primera temporada de Ray Donovan.Sin embargo, el 23 de febrero de 2014, Paul ganó el Premio Satellite al Mejor Actor de Reparto en una Serie, Miniserie o Película para Televisión por la última temporada. El 19 de junio de 2014, Paul ganó el premio Critics' Choice Television Award al mejor actor de reparto en una serie dramática por la última temporada.El 26 de junio de 2014, Paul ganó su tercer y último Saturn Award por su interpretación de Jesse Pinkman en la última temporada, lo que lo convierte en el único actor en ganar este premio tres veces.
En 2019, Paul fue nominado nuevamente para un Satellite Award por su represalia como Jesse Pinkman en El Camino: A Breaking Bad Movie, esta vez como Mejor Actor en una Miniserie o Película para Televisión, pero perdió ante Jared Harris por Chernobyl.En 2021, recibió su última nominación por el papel en El Camino para el premio Saturn al mejor actor en una película , pero perdió ante John David Washington por Tenet.